# Dvopegasti hlastač
Dvopegasti hlastač (znanstveno ime Lutjanus bohar)  je morska riba iz družine hlastačev.
Odrasli dvopegasti hlastači lahko zrastejo do 90 cm v dolžino, povprečna velikost pa je 76 cm. Najtežji ujeti dokumentirani primerek je tehtal 12,5 kg, najstarejši pa je imel 55 let. Mlade ribe imajo dve beli peli pegi na hrbtni plavuti, po čemer je vrsta dobila ime. Odrasle ribe se združujejo v jate, zadržujejo pa se na zunanji strani koralnih grebenov ali nad peščeno podlago v globinah med 4 in 180 m. Spolno dozorijo pri dolžini okoli 43 cm.
Vrsta je razširjena po Indijskem in Tihem oceanu od Avstralije na jugu do Japonske na severu. Na zahodu ga najdemo do obal vzhodne Afrike.